# Lothar Meyer (Manager)
Lothar Meyer (* 16. Januar 1943 in Kolberg; † 20. Februar 2019) war ein deutscher Manager.

## Leben
Meyer studierte in Tübingen, München und Mannheim Betriebswirtschaftslehre und arbeitete in Mannheim als Assistent von Professor Dieter Farny am Lehrstuhl für Versicherungsbetriebslehre, wo er auch mit der Arbeit „Bewertung von Versicherungsunternehmen“ promoviert wurde. 1972 bis 1974 arbeitete er zunächst bei der Bayerischen Rückversicherungs AG, anschließend von 1975 bis 1980 bei der Schweizer Rückversicherung Beteiligungen AG. Von 1980 bis 1996 arbeitete Meyer bei der Kölnischen Rückversicherungsgesellschaft, zunächst als Hauptabteilungsleiter, dann 13 Jahre als Finanzvorstand. In der Kölnischen Rückversicherungsgesellschaft wurde sein Aufgabengebiet immer mehr erweitert, bis es am Ende sieben Ressorts umfasste.
Von 1996 bis 1999 war Meyer Mitglied des Vorstands der AMB Aachener und Münchener Beteiligungs-Aktiengesellschaft.
Meyer war schließlich von 2000 bis zu seinem Ruhestand Ende 2007 Vorstandsvorsitzender der Ergo Versicherungsgruppe, der zweitgrößten Versicherungsgruppe in Deutschland (sowie Aufsichtsratsvorsitzender der Victoria Versicherung Aktiengesellschaft), und in dieser Funktion verantwortlich für die Bereiche Strategie, Recht, Vertrieb, Personal, Rechnungswesen / Controlling / Steuern sowie Presse und Investor Relations. Er löste damit Edgar Jannott ab, der altersbedingt in den Ruhestand ging.
Am Anfang seiner Amtszeit als Vorstandsvorsitzender erfolgte 2001 das Delisting der ERGO von der Börse, nachdem die Münchener Rück den restlichen freien Aktionären ein Übernahmeangebot gemacht hatte, das diesen eine Prämie von 10 % bei Annahme sicherte.
Kurze Zeit später wurde die ERGO hart von dem Platzen der Dotcom-Blase getroffen. Die ERGO hatte in ihrer Anlagepolitik auf eine relativ hohe Aktienquote gesetzt (und damit während der Hausse gute Erträge für ihre Kunden erwirtschaftet). 2001 betrug die Aktienquote 23,9 %. Das Platzen der Blase führte zum größten Verlust der Unternehmensgeschichte. 2002 musste das Unternehmen Abschreibungen auf den Aktienbestand von 2,9 Milliarden Euro nach den ersten neun Monaten des Geschäftsjahres vermelden.
In den folgenden zwei Jahren baute Lothar Meyer den Konzern vollständig um. Als Sofortmaßnahme wurde ein Kostensenkungsprogramm beschlossen, das bis 2005 rund 300 Millionen Euro einsparte und 1500 Arbeitsplätze kostete. 2004 erfolgte ein weiterer Schritt. Während bisher die Organisation des Unternehmens nach den Marken (also den Ursprungsunternehmen, aus denen die ERGO gebildet worden war) erfolgte, wurde nun eine Spartenorganisation mit den drei Säulen Lebens-, Kranken- sowie Schaden-/Unfallversicherung gebildet. Die internen Prozesse wurden vereinheitlicht.
Sein Nachfolger als Vorstandsvorsitzender wurde Torsten Oletzky.
2002 wurde Meyer Aufsichtsratsmitglied der HypoVereinsbank (HVB). Auch nach der Übernahme der HVB durch den italienischen Unicredit-Konzern 2005 blieb er im Aufsichtsrat. Danach gehörte Meyer dem Aufsichtsrat der ERGO Versicherungsgruppe AG an.

## Veröffentlichungen
- Die Gesamtbewertung von Versicherungsunternehmungen – Ein Beitrag zur Theorie der Gesamtbewertung, Mannheim 1973. (Univ.-Diss.)